# Rackwitz
Rackwitz ist eine Gemeinde im Landkreis Nordsachsen in Sachsen.

## Geographie

### Lage
Rackwitz liegt rund zehn Kilometer nördlich des Stadtzentrums von Leipzig und rund dreizehn Kilometer südlich von Delitzsch.
Die Landschaft gehört zur Leipziger Tieflandsbucht und wird vom Lober durchflossen. In der Nähe des Ortes befinden sich der Schladitzer See und der Werbeliner See, die aus gefluteten Tagebaurestlöchern entstanden.
Die Neue Leipziger Messe sowie der Flughafen Leipzig/Halle liegen unweit des Ortes.

### Gemeindegliederung
Die Gemeinde umfasst folgende Ortsteile (in Klammern: Einwohnerzahlen 2019):
- Biesen (339)
- Brodenaundorf (31)
- Kreuma (157)
- Lemsel (289)
- Podelwitz (521)
- Rackwitz (2188) mit Güntheritz
- Zschortau (1.482)

Zu Rackwitz gehören die Fluren der durch den Tagebau Delitzsch-Südwest devastierten Orte Schladitz mit Kömmlitz, Kattersnaundorf und Werbelin.

## Geschichte
Die Gegend von Rackwitz war früher slawisch bewohnt. Der Ortsname Rackwitz stammt vom sorbischen rak für „Krebs“, der sich auch im Wappen wiederfindet. Der Ort Rackwitz entstand aus den Orten Rackwitz und Güntheritz. Der heutige Ortsteil Podelwitz gilt als ältester Teil der heutigen Gemeinde. So wird es um 1250 erstmals erwähnt. Seit 1349/50 finden sich Schriftstücke, in denen Zschortau und Rackwitz erwähnt werden. Seit 1547 wird auch Brodenaundorf genannt.
Anfang des 15. Jahrhunderts wüteten die Pest und eine Hungersnot in Rackwitz. Im Dreißigjährigen Krieg wurde das Gemeindegebiet schwer geplündert.
1815 wurden im Rahmen des Wiener Kongresses Rackwitz mit Güntheritz und weiteren Ortsteilen, die bisher zum kursächsischen Amt Delitzsch gehörten, an Preußen abgetreten und dem Kreis Delitzsch im Regierungsbezirk Merseburg der Provinz Sachsen zugeordnet. Podelwitz hingegen, zum kur- bzw. königlich sächsischen Kreisamt Leipzig gehörig, blieb bei Sachsen.
Am 21. Juni 1871 stießen bei Rackwitz ein Personenzug und eine Lokomotive zusammen. 19 Menschen starben, 56 weitere wurden verletzt.
1939 beschlossen die Gemeinderäte von Rackwitz und Güntheritz die Gründung der gemeinsamen Gemeinde Rackwitz. Während des Zweiten Weltkrieges wurden in Rackwitz auf einem Gelände des Leichtmetallwerkes abgestürzte Flugzeuge gelagert und zu Ersatzteilzwecken und zur Aluminiumgewinnung zerlegt.
Im Zuge der Kreisreform in der DDR im Jahr 1952 wurde der Ortsteil Podelwitz dem Kreis Leipzig im Bezirk Leipzig zugeordnet. Rackwitz, Lemsel sowie die Gemeinde Zschortau gliederte man dem Kreis Delitzsch an. Durch die Erschließung der Braunkohletagebaue Delitzsch-Südwest und Breitenfeld wurden zwischen 1981 und 1992 die ehemaligen Ortsteile Schladitz mit Kömmlitz, Kattersnaundorf und Werbelin devastiert.
Am 1. Januar 1999 wurde die bis dahin eigenständige Gemeinde Podelwitz, südlich von Rackwitz gelegen, in die Gemeinde Rackwitz eingemeindet, wodurch der Ort vom Landkreis Leipziger Land in den Landkreis Delitzsch wechselte. Im Rahmen dieser Umstrukturierung musste das steuerlich ertragreiche Gewerbegebiet Podelwitz an Leipzig abgegeben werden. Das Gewerbegebiet stellte damals die Hälfte der Gesamtfläche von Podelwitz dar.
Die ehemalige Gemeinde Zschortau mit den Ortsteilen Biesen, Brodenaundorf, Kreuma und Lemsel sowie die Gemeinde Rackwitz mit Podelwitz schlossen sich am 1. März 2004 aus wirtschaftlichen Gründen zu einer Großgemeinde zusammen.
Eingemeindungen
| Ehemalige Gemeinde | Datum                  | Anmerkung |
| ------------------ | ---------------------- | --- |
| Biesen             | 1. Juli 1950           | Eingemeindung nach Zschortau |
| Brodenaundorf      | 1. Juli 1950           | Eingemeindung nach Zschortau |
| Güntheritz         | zwischen 1925 und 1939 | Eingemeindung nach Rackwitz |
| Kattersnaundorf    | 1981                   | 1981 durch Braunkohletagebau Delitzsch-Südwest devastiert, dadurch Eingemeindung nach Zschortau                                                                         |
| Kömmlitz           | 1. April 1936          | Eingemeindung nach Schladitz, 1986–89 durch Braunkohletagebau Breitenfeld devastiert, dadurch Eingemeindung nach Rackwitz                                               |
| Kreuma             | 1. Mai 1974            | Eingemeindung nach Zschortau |
| Lemsel             | 1. März 1994           | Eingemeindung nach Zschortau |
| Podelwitz          | 1999                   | Eingemeindung nach Rackwitz |
| Schladitz          | 1989                   | 1986–89 durch Braunkohletagebau Breitenfeld devastiert, dadurch Eingemeindung nach Rackwitz                                                                             |
| Werbelin           | 1. Januar 1957         | Eingemeindung nach Kattersnaundorf, durch Devastierung von Kattersnaundorf 1981 Eingemeindung nach Zschortau, 1992 durch Braunkohletagebau Delitzsch-Südwest devastiert |
| Zschortau          | 1. März 2004           | Eingemeindung nach Rackwitz |

## Bevölkerung
| Jahr | Einwohner |
| ---- | --------- |
| 1818 | 0076      |
| 1880 | 0096      |
| 1910 | 0124      |
| 1925 | 0192      |
| 1939 | 1.055     |

| Jahr | Einwohner |
| ---- | --------- |
| 1946 | 1.375     |
| 1950 | 1.329     |
| 1964 | 1.786     |
| 1990 | 3.228     |

| Jahr | Einwohner |
| ---- | --------- |
| 2002 | 3.228     |
| 2005 | 5.382     |
| 2010 | 5.018     |
| 2015 | 4.931     |
| 2020 | 5.317     |

| Jahr | Einwohner |
| ---- | --------- |
| 2021 | 5.412     |
| 2022 | 5.416     |
| 2023 | 5.513     |
| 2024 | 5.452     |

ab 2002: Stand: 31. Dezember des jeweiligen Jahres (Angaben des Statistischen Landesamtes Sachsen), ab 2011 auf Basis des Zensus 2011, ab 2022 auf Basis des Zensus 2022
Die deutliche Erhöhung der Einwohnerzahl 2005 ist auf den Zusammenschluss von Rackwitz und Zschortau im Jahr 2004 zurückzuführen.

## Religion
In der Ortschaft Rackwitz steht keine Kirche.
Evangelisch-lutherische Einwohner von Rackwitz gehören zur Kirchgemeinde Podelwitz-Wiederitzsch und der Kirche Podelwitz, im Kirchenbezirk Leipzig der Evangelisch-Lutherischen Landeskirche Sachsens.
Im Zuge der Flucht und Vertreibung Deutscher aus Mittel- und Osteuropa infolge des Zweiten Weltkriegs ließen sich im seit der Reformation evangelisch-lutherisch geprägten Rackwitz und in den umliegenden Ortschaften wieder Katholiken in größerer Zahl nieder, sie wurden von der Kirchengemeinde St. Gabriel in Wiederitzsch seelsorglich betreut. Die katholischen Gottesdienste fanden zunächst in der evangelischen Kirche Podelwitz statt. Die Kirchengemeinde Wiederitzsch kaufte in Rackwitz an der Kletzener Straße ein Gebäude, in dem sich eine Fahrradwerkstatt befunden hat. Im Erdgeschoss wurde eine Kapelle eingerichtet und nach dem Erzengel Raphael benannt. Im Frühjahr 1957 weihte Propst Ernst Pfeiffer aus Leipzig die Kapelle ein. Von 1995 an wurde die Kapelle vom Pfarrer in Löbnitz betreut, nachdem die Kirchengemeinde Wiederitzsch keinen Pfarrer mehr hatte. Die zuletzt zum Gemeindeverbund Delitzsch gehörende Kapelle wurde aufgrund der gesunkenen Zahl der Gottesdienstbesucher am 29. März 2009 nach einer letzten Heiligen Messe profaniert und das Gebäude an einen privaten Eigentümer verkauft.

## Politik

### Gemeinderat

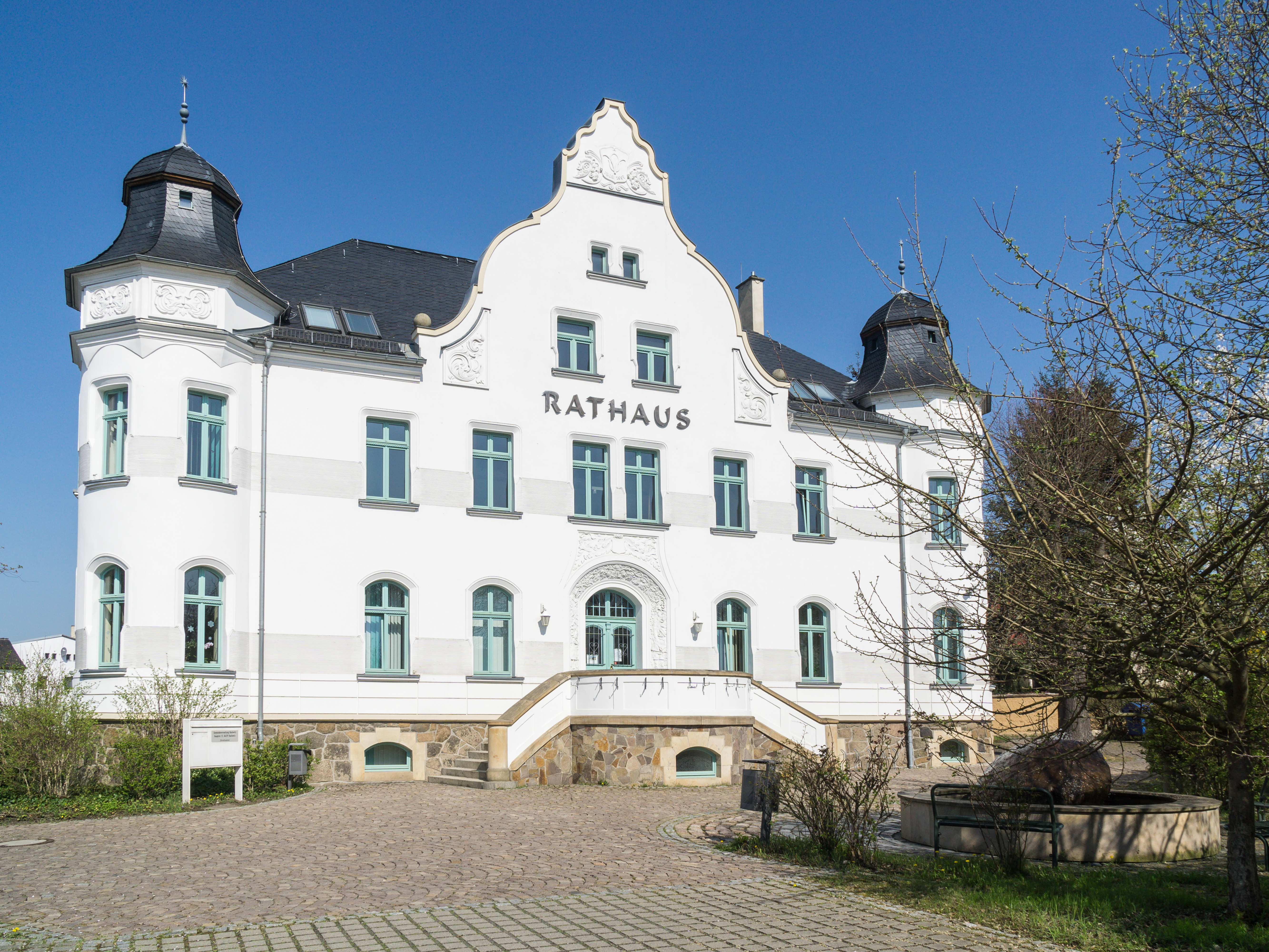
Rathaus Rackwitz

Die Gemeinderatswahl am 9. Juni 2024 führte zu folgendem Ergebnis:
| Gemeinderat ab 2024Insgesamt 14 Sitze - Linke: 2 - SPD: 2 - UWR: 5 - CDU: 4 - AfD: 1 Vier Sitze bleiben unbesetzt. | Liste                                  | 2024   | 2024   | 2019   | 2019   | 2014   | 2014   |
| Gemeinderat ab 2024Insgesamt 14 Sitze - Linke: 2 - SPD: 2 - UWR: 5 - CDU: 4 - AfD: 1 Vier Sitze bleiben unbesetzt. | Liste                                  | Sitze  | in %   | Sitze  | in %   | Sitze  | in %   |
| Gemeinderat ab 2024Insgesamt 14 Sitze - Linke: 2 - SPD: 2 - UWR: 5 - CDU: 4 - AfD: 1 Vier Sitze bleiben unbesetzt. | Unabhängige Wählervereinigung Rackwitz | 5      | 28,7   | 4      | 22,4   | 4      | 18,2   |
| Gemeinderat ab 2024Insgesamt 14 Sitze - Linke: 2 - SPD: 2 - UWR: 5 - CDU: 4 - AfD: 1 Vier Sitze bleiben unbesetzt. | AfD                                    | 1      | 24,8   | 3      | 23,9   | –      | –      |
| Gemeinderat ab 2024Insgesamt 14 Sitze - Linke: 2 - SPD: 2 - UWR: 5 - CDU: 4 - AfD: 1 Vier Sitze bleiben unbesetzt. | CDU                                    | 4      | 24,1   | 5      | 24,6   | 5      | 24,2   |
| Gemeinderat ab 2024Insgesamt 14 Sitze - Linke: 2 - SPD: 2 - UWR: 5 - CDU: 4 - AfD: 1 Vier Sitze bleiben unbesetzt. | SPD                                    | 2      | 10,7   | 2      | 10,5   | 2      | 12,9   |
| Gemeinderat ab 2024Insgesamt 14 Sitze - Linke: 2 - SPD: 2 - UWR: 5 - CDU: 4 - AfD: 1 Vier Sitze bleiben unbesetzt. | Linke                                  | 2      | 9,0    | 2      | 12,8   | 3      | 17,3   |
| Gemeinderat ab 2024Insgesamt 14 Sitze - Linke: 2 - SPD: 2 - UWR: 5 - CDU: 4 - AfD: 1 Vier Sitze bleiben unbesetzt. | Grüne                                  | –      | 2,6    | 1      | 5,8    | –      | 3,4    |
| Gemeinderat ab 2024Insgesamt 14 Sitze - Linke: 2 - SPD: 2 - UWR: 5 - CDU: 4 - AfD: 1 Vier Sitze bleiben unbesetzt. | ALS                                    | –      | –      | –      | –      | 2      | 12,2   |
| Gemeinderat ab 2024Insgesamt 14 Sitze - Linke: 2 - SPD: 2 - UWR: 5 - CDU: 4 - AfD: 1 Vier Sitze bleiben unbesetzt. | Bürgerschaft                           | –      | –      | –      | –      | 2      | 11,9   |
| Gemeinderat ab 2024Insgesamt 14 Sitze - Linke: 2 - SPD: 2 - UWR: 5 - CDU: 4 - AfD: 1 Vier Sitze bleiben unbesetzt. | Wahlbeteiligung                        | 66,6 % | 66,6 % | 61,6 % | 61,6 % | 45,8 % | 45,8 % |

### Bürgermeister
- 1990–2001: Wolfgang Ofiara (SPD)[16]
- 2001–2015: Manfred Freigang (Unabhängige Wählervereinigung Rackwitz)[17]
- 2015–2022: Steffen Brzoska (SPD)[18]
- seit 2022: Steffen Schwalbe (parteilos)

Schwalbe wurde in der Bürgermeisterwahl am 12. Juni 2022 mit 84,9 % der gültigen Stimmen für eine Amtszeit von sieben Jahren gewählt.
| Wahl | Bürgermeister    | Vorschlag | Wahlergebnis (in %) |
| ---- | ---------------- | --------- | ------------------- |
| 2022 | Steffen Schwalbe | Schwalbe  | 84,9                |
| 2015 | Steffen Brzoska  | SPD       | 46,0                |
| 2008 | Manfred Freigang | UWR       | 61,0                |
| 2001 | Manfred Freigang | UWR       | 44,1                |
| 1994 | Wolfgang Ofiara  | SPD       | 56,8                |

### Wappen
Blasonierung: „In Grün, geteilt durch einen silbernen Wellenbalken, oben ein goldenes Schwert, unten ein wachsender goldener Krebs.“
Das Schwert symbolisiert Podelwitz mit seinem ehemaligen Rittergut. Der Krebs hat seinen Ursprung im Ortsnamen Rackwitz, welcher früher Rakovica lautete. Dies heißt so viel wie „Ort, wo Krebse leben“. Der Wellenbalken verweist auf den Bach Lober, welcher beide Ortsteile verbindet.

## Sehenswürdigkeiten und Kultur

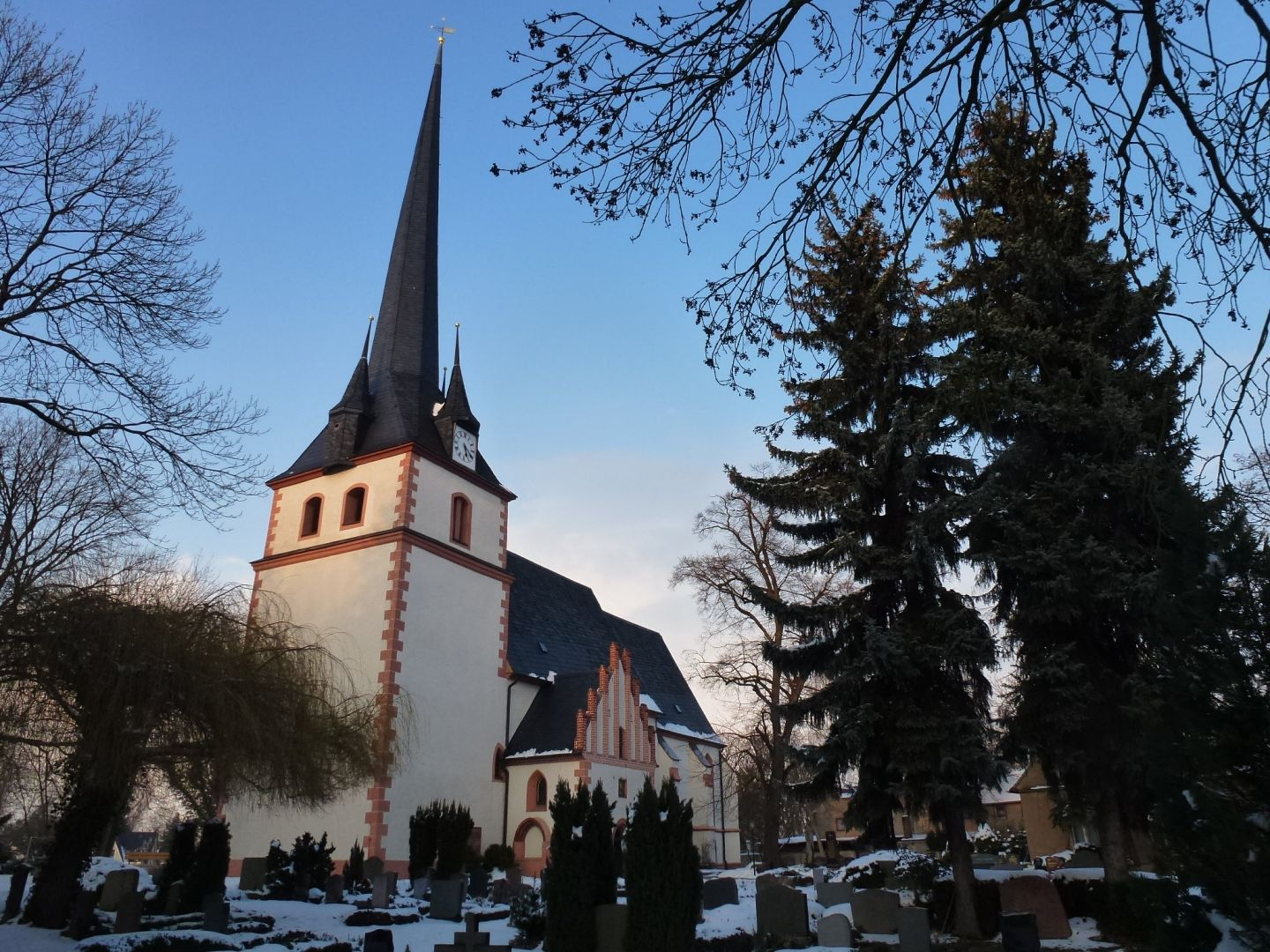
Kirche in Podelwitz

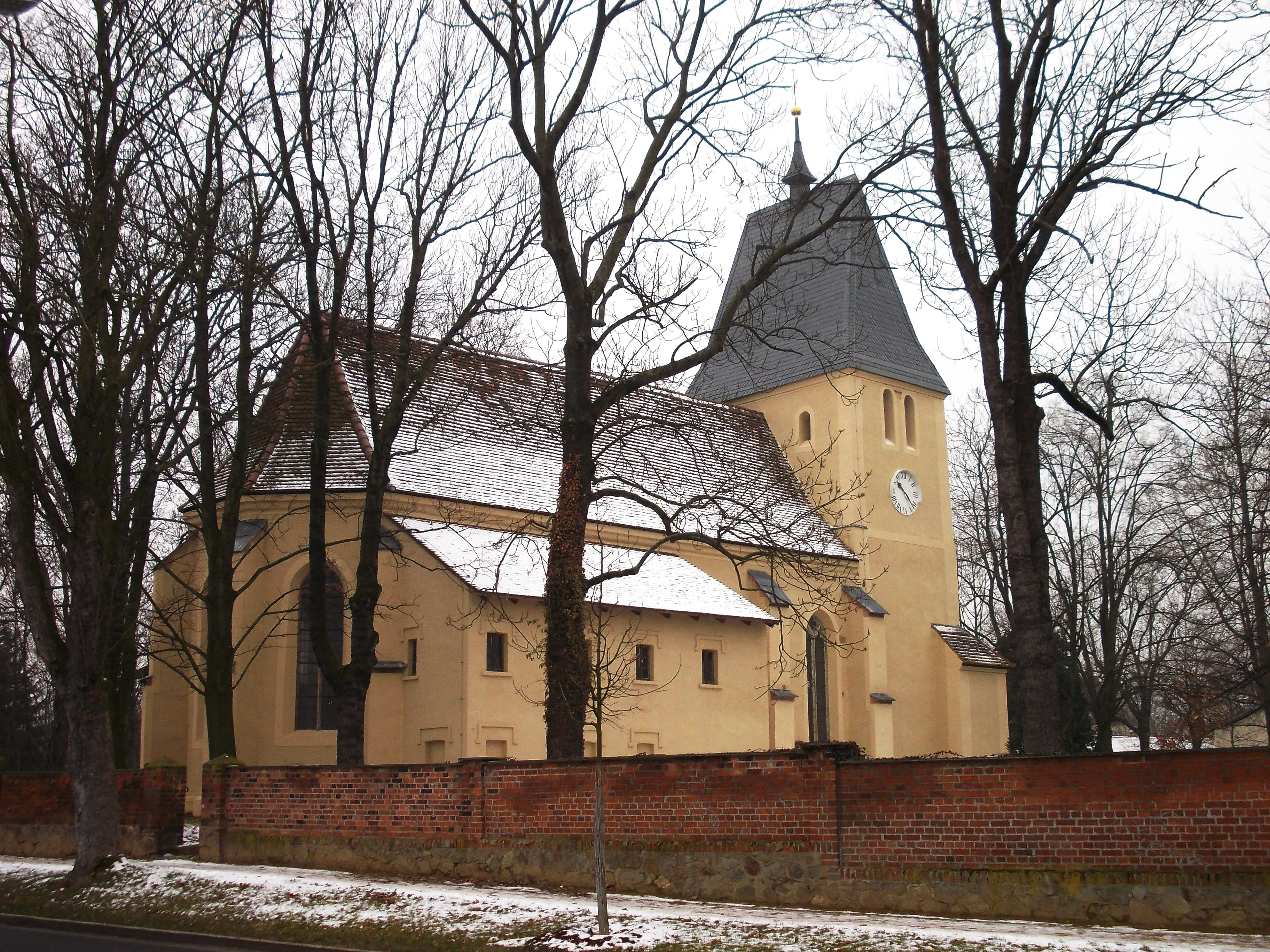
Kirche in Zschortau

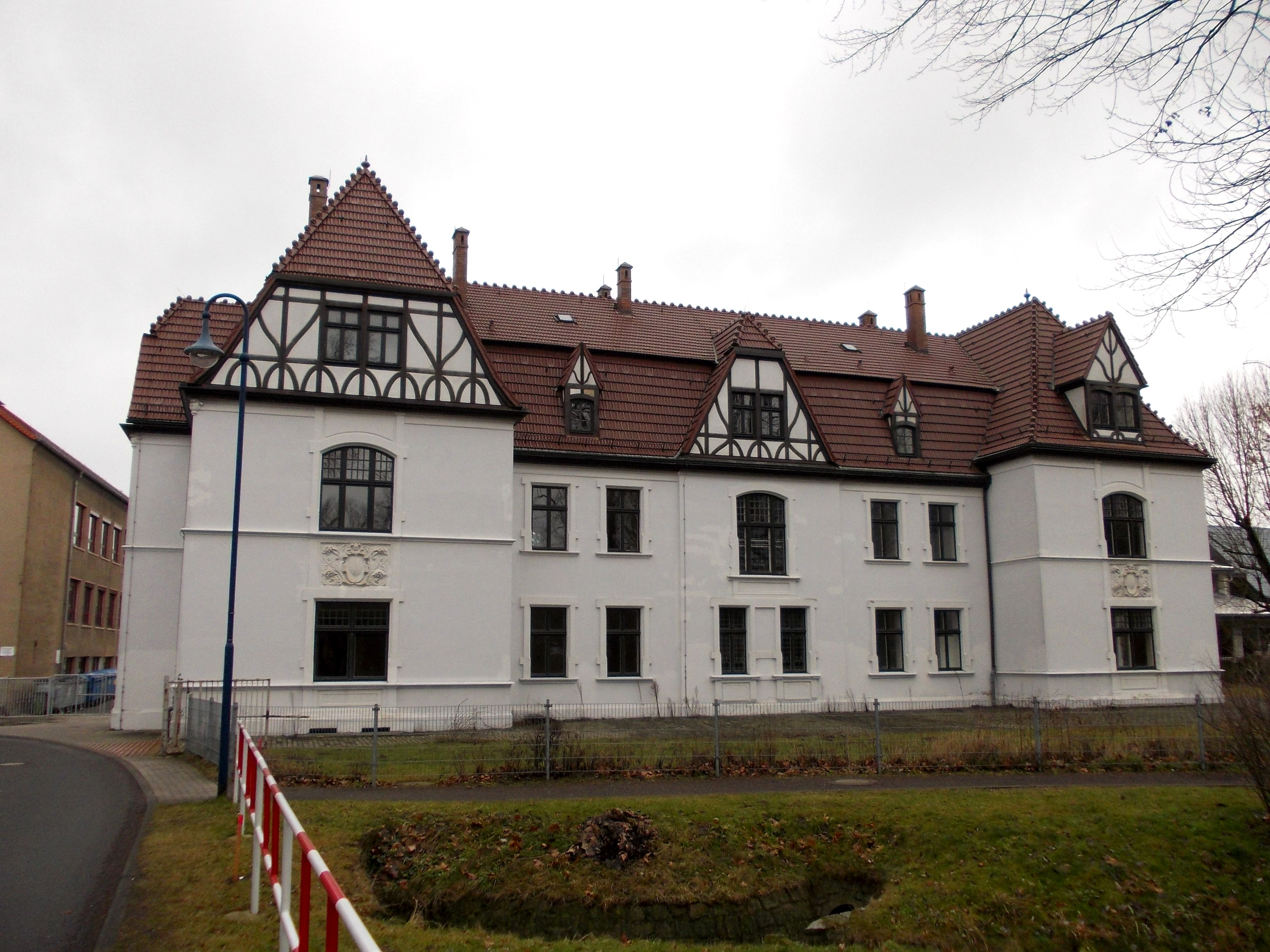
Herrenhaus des Rittergutes Güntheritz

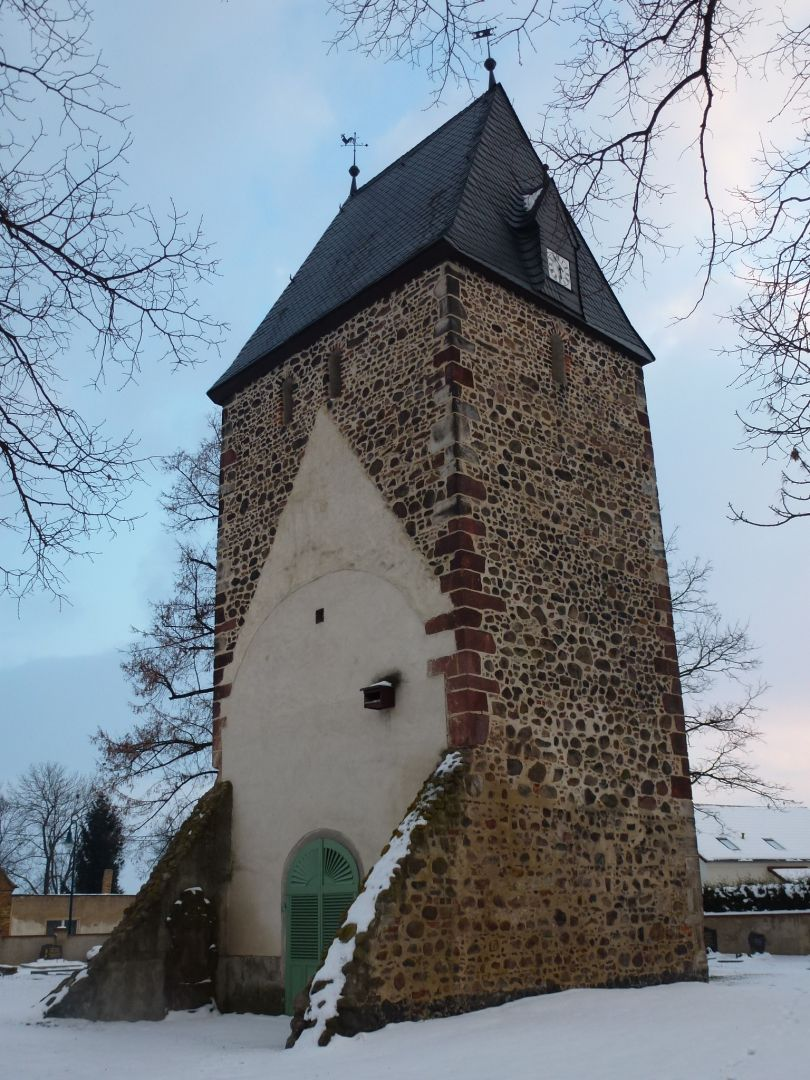
Kirchturm in Kreuma

### Bauwerke
- Kirche in Podelwitz, am Heiligabend 1250 vom Wettiner Heinrich dem Erlauchten dem Deutschen Orden geschenkt
- Kirche in Zschortau mit der einzigen erhaltenen Orgel (1745–1746) des Leipziger „Universitäts-Orgelmachers“ Johann Scheibe, die im Anschluss an ihre Fertigstellung von Johann Sebastian Bach geprüft wurde.
- Kirchenruine in Kreuma
- Schloss im Zschortauer Park (so genanntes Obergut), das heute als internationale Bildungsstätte genutzt wird
- Herrenhaus des Rittergutes Güntheritz

### Kirchen
Die Kirchen in Podelwitz, Zschortau und Kreuma sind evangelisch.

### Gedenkstätten
Auf dem Rackwitzer Friedhof befinden sich die Grabstätten von 16 Kriegsgefangenen sowie Frauen und Männern, die während des Zweiten Weltkriegs nach Deutschland verschleppt und Opfer von Zwangsarbeit wurden.

### Regelmäßige Veranstaltungen
Neben dem jährlichen Straßenfest im Ortsteil Zschortau werden Feuerwehrfeste, Sportfeste, Oster- und Herbstfeuer in den Ortsteilen veranstaltet. Es finden kleine Weihnachtsmärkte statt. In Podelwitz findet im Mai jährlich ein Trabant- und im September ein Barkas-Treffen statt.
Als jährliches Highlight wird das Krebsbachfest Rackwitz veranstaltet (in der Regel am ersten Augustwochenende).

## Wirtschaft und Infrastruktur

### Unternehmen
Im Jahr 1925 siedelte sich in Rackwitz ein Leichtmetallwerk des Unternehmers Bernhard Berghaus an. Im vormaligen VEB Leichtmetallwerk Rackwitz, der einzigen Aluminium-Aufbereitungsanlage der DDR, wurden nach der Währungs-, Wirtschafts- und Sozialunion die von den Filialen der Staatsbank der DDR angelieferten Münzen der DDR eingeschmolzen.  Seit 1998 gehört das Werk zu Norsk Hydro.
Mit der Agrar-Umwelt-AG, einer Tochter der Südzucker-Mannheim, gibt es einen bedeutenden landwirtschaftlichen Betrieb, der auch eine größere Biogasanlage betreibt.

### Verkehr
Straßenverkehr
Die Bundesstraßen Bundesstraße 2 und die Bundesstraße 184 führen am Ort vorbei. Unweit von Rackwitz liegt die Anschlussstelle Leipzig-Mitte der Bundesautobahn A 14. Mehrere Buslinien verbinden Rackwitz mit umliegenden Gemeinden.
Schienenverkehr

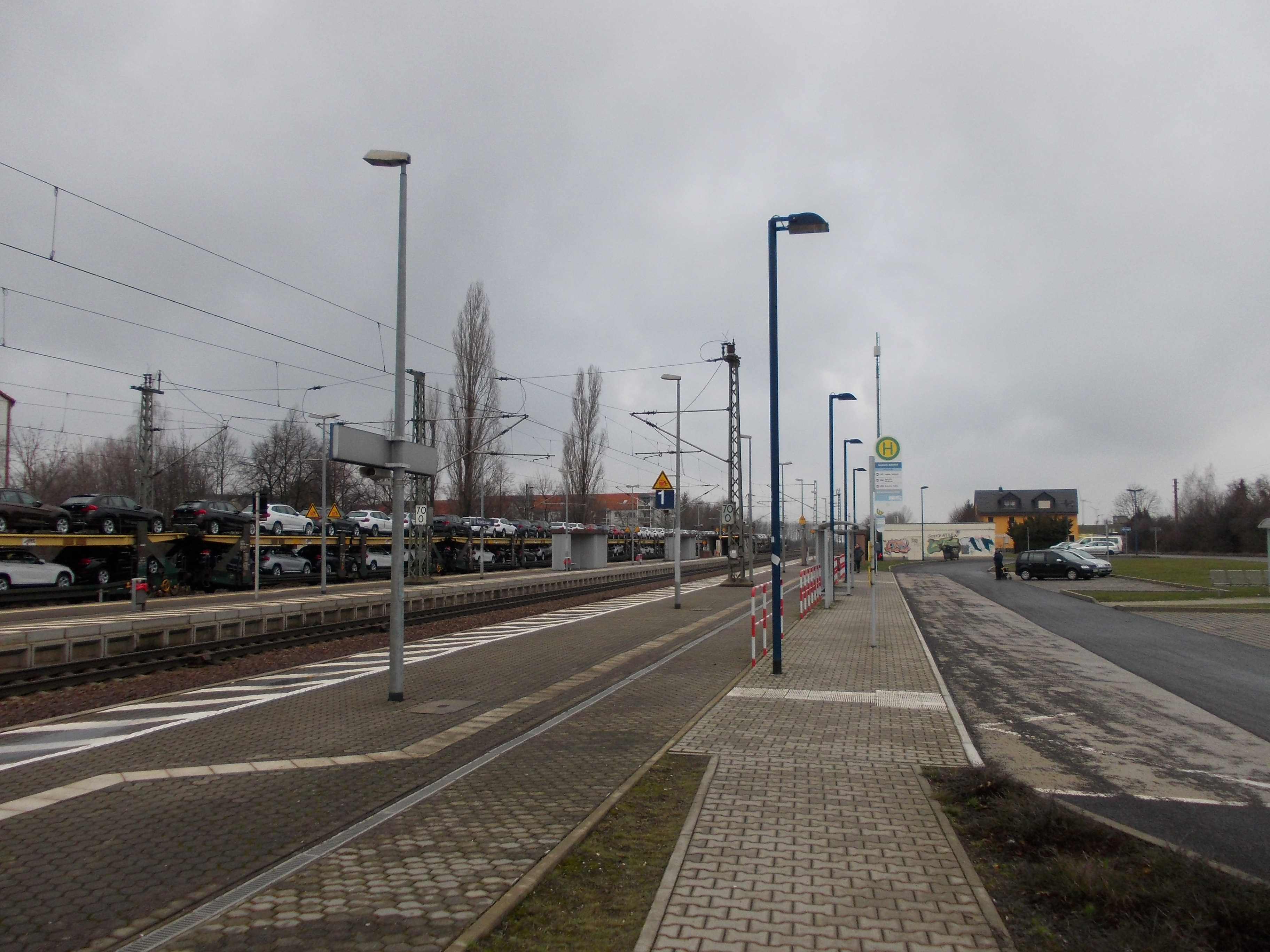
Bahnhof Rackwitz

Seit 1857 hat Rackwitz eine Bahnverbindung. 1859 fuhr der erste Zug durch Zschortau. Im Jahr 1902 eröffnete die zuletzt 37 km lange Delitzscher Kleinbahn. Sie verband im damaligen preußischen Landkreis Delitzsch zahlreiche Orte, die abseits der Stadt lagen. Die Trasse durchzog auch Teile des großen Braunkohlenreviers zwischen Delitzsch und Leipzig. Der Personenverkehr endete 1972. Ein Jahr später wurde schließlich auch der letzte verbliebene Güterverkehr eingestellt, und es folgte die Stilllegung der Strecke. Kurze Zeit später wurden die Gleise vollständig abgebaut.
Die Bahnhöfe Rackwitz (b Leipzig) und Zschortau befinden sich an der zweigleisigen elektrifizierten Hauptstrecke Leipzig – Bitterfeld – Dessau/Wittenberg. Beide Bahnhöfe liegen im Verbundgebiet des Mitteldeutschen Verkehrsverbundes (MDV), der Bahnhof Rackwitz in Tarifzone 164, Zschortau in Zone 165.
Folgende Linien halten an beiden Bahnhöfen:
| Linie | Strecke                                                                                            | Takt                          |
| ----- | -------------------------------------------------------------------------------------------------- | ----------------------------- |
| S 2   | Leipzig-Stötteritz – Leipzig Hauptbahnhof (tief) – Delitzsch – Bitterfeld – Dessau                 | Zweistundentakt               |
| S 2   | Leipzig-Stötteritz – Leipzig Hauptbahnhof (tief) – Delitzsch – Bitterfeld – Lutherstadt Wittenberg | Zweistundentakt               |
| S 2   | Leipzig-Stötteritz – Leipzig Hauptbahnhof (tief) – Delitzsch (– Bitterfeld)                        | Verstärkerzüge im Stundentakt |

Mit der Inbetriebnahme des City-Tunnels Leipzig am 15. Dezember 2013 wurden die Stationen in das Netz der S-Bahn Mitteldeutschland integriert und das Angebot an Verbindungen ausgeweitet.
Seit Dezember 2017 fährt die S2 im stündlichen Wechsel von Leipzig-Stötteritz über Bitterfeld weiter nach Dessau oder Lutherstadt Wittenberg.
Durch weitere Verstärkerzüge besteht zwischen Leipzig-Stötteritz und Bitterfeld montags bis freitags von 05:00 Uhr bis 22:00 Uhr ein annähernder 30-Minuten-Takt.

### Bildung
Auf dem Gemeindegebiet gibt es Grundschulen in Rackwitz und Zschortau. Der Besuch einer weiterführenden Schule ist in Krostitz oder Delitzsch möglich. Im Ortsteil Zschortau befindet sich das Internationale Bildungsinstitut AIZ der Deutschen Gesellschaft für Internationale Zusammenarbeit.

### Sport
Neben den drei Sportvereinen TSV Rackwitz, SG Podelwitz und SG Zschortau gibt es den Motorsportclub Rackwitz sowie den Hundesportverein Zschortau.

### Naherholung
Rackwitz liegt unweit zweier gefluteter Tagebau-Restlöcher, dem Schladitzer See und dem Werbeliner See. Am Schladitzer See ist das Baden möglich. Zudem werden verschiedene Kurse auf und im Wasser angeboten. Ein Radweg führt um den See.
Der Werbeliner See ist aus dem Tagebau Delitzsch-Südwest hervorgegangen. Ein Rad- und Wanderweg ermöglicht das Erreichen des Sees direkt vom Schladitzer See sowie auch von Delitzsch aus. Er ist heute Vogelschutzgebiet und besitzt eine reichhaltige Natur und Landschaft. Am angrenzenden Grabschützer See befindet sich ein Naturlehrpfad.

## Persönlichkeiten

### Söhne und Töchter der Gemeinde
- Johann Scheibe (um 1675–1748), Orgelbauer, vermutlich in Zschortau geboren
- Karl von Könneritz (1794–1871), preußischer Generalleutnant, in Lemsel geboren
- Alfred Wilhelm Volkmann (1801–1877), Physiologe und Anatom, in Zschortau geboren
- Clara Fechner (1809–1900), Schriftstellerin, in Zschortau geboren
- Otto Theodor Meusel (1832–1906), Politiker (Deutschkonservative Partei), in Werbelin geboren
- Detlev Gröger (1929–2010), pharmazeutischer Biologe, in Zschortau geboren[26]
- Immo Rittmeyer (1936–2024), Radsportler, in Kreuma geboren

### Mit Rackwitz verbundene Persönlichkeiten
- Johann Jacob Volkmann (1732–1803), Schriftsteller, Rittergutsbesitzer in Zschortau
- Friedrich von Busse (1828–1916), Rittergutsbesitzer in Zschortau
- Klaus-Christian Fischer (* 1938), Politiker (NDPD), Bereichsleiter im Leichtmetallwerk Rackwitz
- René Bochmann (* 1969), Politiker (AfD), lebt in Rackwitz